# Guerret El Anz
 (juin 2024).
Si vous disposez d'ouvrages ou d'articles de référence ou si vous connaissez des sites web de qualité traitant du thème abordé ici, merci de compléter l'article en donnant les références utiles à sa vérifiabilité et en les liant à la section « Notes et références ».
Guerret El Anz (arabe : قرة العنز) est la période de l'année s'étendant, selon le calendrier berbère utilisé traditionnellement pour les récoltes, du 14 au 19 février et connue par le froid qui la caractérise et la neige.

## Étymologie
Guerret est un mot amazigh qui signifie déluge ou froid et El Anz désigne le dieu amazigh de la pluie, Anzar. C'est donc le déluge d'Anzar, selon les traditions anciennes de l'Afrique du Nord, qui avec le temps s'est transformé en Guerret El Anz.

## Citation
En Tunisie, on a l'habitude de dire Tjamber Koul w Gamber (arabe : تجمبر كول وقمبر), une expression qui suggère la nécessité de collecter la oula et les légumes avant Guerret El Anz.